# 圣经汉语译本

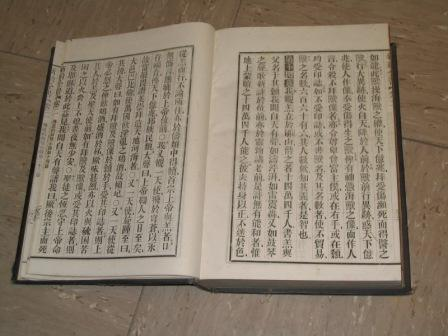
文言本《圣经》

《聖經》漢語譯本，是指從原语种及其他語言《聖經》版本翻譯成汉语的聖經譯本。中文聖經包括文言文聖經（古文）、白話文聖經、及方言聖經，例如閩南話聖經、客語聖經、粵語聖經（廣東話）與吳語聖經等等。《聖經》原文分別以希伯來語、亞拉姆語和希臘語寫成。

## 不同年代的聖經漢語譯本

### 7世紀
- 在公元7世紀的时候，波斯景教已经译出了将近三十部的聖經書卷，大部分属于专卷的，但是現已全數佚失。從景教其他傳世著作中，有引錄部份經文，文體頗近佛經。

### 13世紀
1294年以后，天主教的方济各會也有译本，像孟高維諾譯了新約跟詩篇，用「韃靼人最通用的語文」翻譯，有可能是中文，亦已全部失傳。

### 18世紀
18世紀初天主教法國巴黎外方傳教會士白日昇，曾用文言文翻譯新約聖經。新教傳教士馬禮遜和馬士曼翻譯聖經時，都曾參考此譯本。
法國耶穌會傳教士賀清泰，在18世紀末至19世紀初，先用滿語翻譯拉丁文《武加大譯本》，再將之譯成通俗中文，名為《古新聖經》。《古新聖經》包括舊約、新約、次經，除若干書卷未譯外幾乎全譯，他並且寫了兩篇序言。他曾上書教廷請求准許出版，但教廷不允准，故此僅有少數手抄本流傳。馬禮遜自言看過一位耶穌會士譯的白話福音書，很可能即為《古新聖經》。天主教的第一部完整中譯聖經《思高聖經》翻譯前，譯者之一雷永明神父曾往北京北堂拍攝該堂所藏的一部手抄本以作參考。然而1949年後，手抄本曾失蹤數十年之久，2011年在徐家匯藏書樓尋獲後，點校出版。

### 19世紀
文理聖經

#### 19世紀早期
19世紀初，浸信会的馬士曼在印度塞蘭坡翻譯聖經，其同工是拉沙，1811年譯畢新約，1822年舊約亦告成，並於同年出版《新舊遺詔全書》，这就是马士曼译本，是新教最早出版的中文聖經。同一時候，馬禮遜和米憐亦在廣州翻譯聖經，1813年出版新約，1823年出版舊約，定名為《神天聖書》。早期譯本注重直譯和忠實原文，但行文不很暢順。

#### 19世紀中期
麥都思、郭士立、裨治文及馬禮遜兒子馬儒翰修訂馬禮遜譯本，麥都思負責新約，郭士立負責舊約。1835年新約譯畢，1837年出版，名為《新遺詔書》，而舊約則在1838年出版。后来郭士立又多次修订麥都思的新約，改名為《救世主耶稣新遺詔書》，前后至少有十六次。這譯本後來為太平天國採用。
浸信會的高德後來修訂了馬士曼的譯本，与1853年出版新约，高德去世后，怜为仁译完了旧约，稱為高德譯本。
1843年傳教士在香港召開會議，決定成立委員會翻译聖經，此譯本因此稱為委辦譯本（页面存档备份，存于）。1850年新約出版。期间，傳教士就God譯名當用「上帝」或是「神」起爭論，委員會於是分裂。麥都思、郭士立等傳教士以「上帝」為譯名，繼續翻譯舊約，得到王韜協助，1853年完工，1854年出版，仍稱委辦譯本。
裨治文與克陛存、文惠廉等美國傳教士退出委办翻译委員會，主張用「神」為譯名，另行翻譯聖經，即裨治文文理译本，於1862年出版。
。

#### 19世紀晚期
施約瑟在19世紀末獨自一人將新舊約翻譯成文理聖經，稱為二指版聖經，是很好的一個譯本。包約翰和白漢理也將新約翻譯成文理聖經；楊格非也曾自行翻譯文理新約。中國各地傳教士，亦有從文理聖經翻譯為當地方言。
另外，正教會掌院修士固利乙，也曾將新約全書和詩篇翻譯為文言文，新約於1864年出版，名為《新遺詔聖經》，詩篇於1879年出版，名為《聖詠經》。正教會至今一直未有完整翻譯舊約全書。
官話聖經
- 南京官話：麥都思、施敦力將文理委辦譯本的新約改為南京官話，1857年出版新约，是第一本、也是惟一一本南京官話聖經。
- 北京官話：1872年，北京翻译委员会（施约瑟、丁韪良、白汉理、包约翰、艾约瑟）翻译和出版了北京官话新约全书，1874年，施约瑟独自一人翻译并出版北京官话旧约全书。1878年，英国圣经公会将两者合在一起出版，即北京官话新旧約全书。官话和合本在多处地方参考了这个译本。
- 杨格非官话新约：1889年，英国传教士杨格非出版了自己翻译的官话新约。

### 20世紀
東正教：
- 新約聖經（页面存档备份，存于）(主教英諾肯提乙譯本)1910年
- 官話聖詠經（主教英諾肯提乙譯本）1910年
- 創世紀第一書（主教英諾肯提乙准印），1911年俄7月出版

天主教：
- 蕭靜山譯本
- 吳經熊譯聖詠譯義，1946年，新經全集，1948年
- 李山甫 申自天 狄守仁 蕭舜華四人譯本，1949年
- 馬相伯譯救世福音，1949年
- 聖經思高本，1968年
- 牧靈聖經，1978年

新教：
- 嚴復譯馬可所傳福音（前四章），1908年
- 和合本，1904年-1919年 (淺文理新約1904)(深文理新約1906)(文理舊約1919)(官話新約1907，舊約1919)
- 巴克禮譯本（台灣閩南語），1916年(新約)、1933年(舊約)、1996年(漢字本)
- 朱寶惠譯本 1929(新約). 1939(舊約).
- 王宣忱譯本 1933(新約)
- 陸亨理國語新舊庫譯本 1939(新約) 1958(舊約)
- 蕭鐵笛譯本 1964(新約)
- 新約聖經(1959譯本)
- 新譯四福音
- 聖經呂振中譯本，1970年
- 當代聖經，1974年
- 聖經現代中文譯本，1979年
- 新標點和合本，1988年
- 聖經新譯本，1993年
- 聖經現代中文譯本修訂版，1997年[3]

### 21世紀
- 凸桑簡明聖經（页面存档备份，存于），2001年
- 聖經新世界譯本（漢語版），2001年
- 圣经恢复本含註解版，2005年
- 聖經標準本，台灣浸宣出版社修訂和合本，2005
- 圣经和合本修订版，2006年-2010年
- 新約全書·新漢語譯本，2010年
- 中文英皇欽定本，2011年
- 中文標準譯本（新约）（页面存档备份，存于），全球圣经促进会（页面存档备份，存于）与Holman Bible Publishers（页面存档备份，存于），2011年
- NET聖經（中譯本），2011-2012
- NLT聖經（中譯本），2012年
- 圣经和合本根据拜占庭多数文本更新版，2013年
- 聖經當代譯本（修訂版），2016年
- 現代中文譯本2019，2019年
- 環球聖經譯本，2022年

## 現今流行的中文聖經譯本

### 和合本聖經

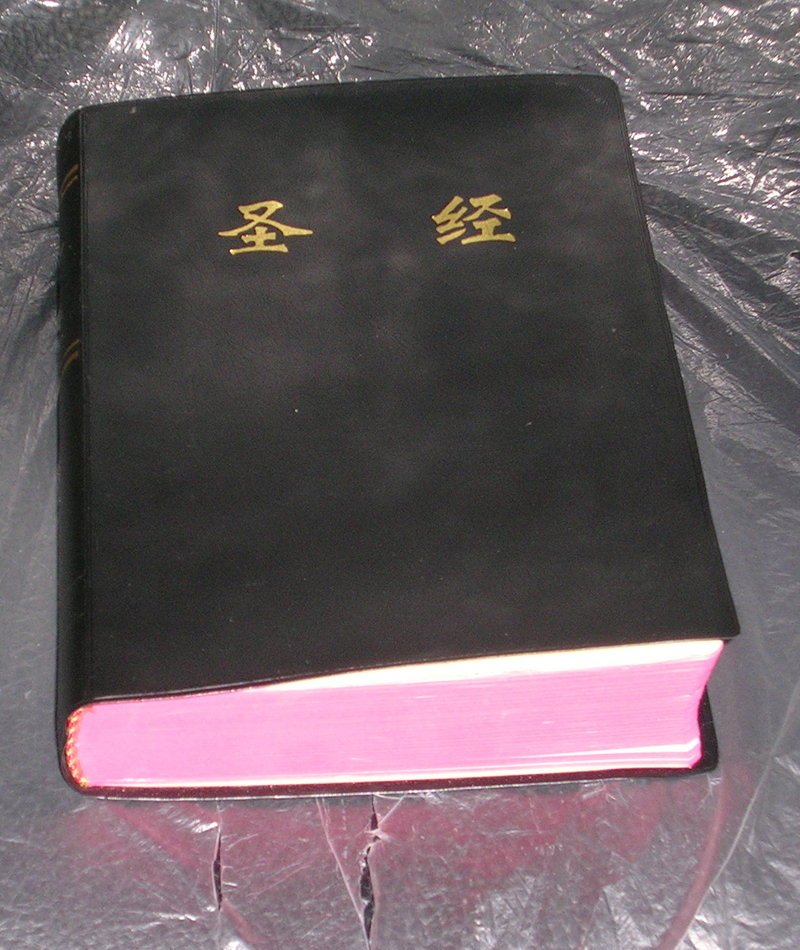
简体中文的和合本圣经

和合本圣经（Chinese Union Version）是现在華語新教各教會最普遍使用的译本。1890年在上海第二次的宣教士会议时，决定推派代表来翻译通用的译本。所以三个委员彙出三种译本，一种是浅文理的新約（浅文理之意即比较文言文，但不是那么深），然后再翻文言文的新约。
1907年，出版国语新约和合本，就是用白话文的国语新约。1919年，出文理跟国语的新舊約，所以那时候和合本就全部和在一起出版。至今大部份的教会用的聖經仍是和合本的译本。事实上，近百年來还是没有一个译本能够完全地取代和合本；虽然和合本当时所用的一些名词，或者一些文法的方式，我们今天讀时可能有一点点不习惯，但是基本上此譯本的翻译因为这三方面都做非常地好，所以现在固然有新的編譯版，但是很少能够完全取代它。

### 思高本聖經
圣经思高本是现在华语天主教會（罗马公教）最普遍使用的译本。此译本的出版起源自1924年，在上海举行的天主教会议决定翻译《圣经》。天主教修会方济各会于1945年着手翻译，1948年遷往香港继续翻译工作。花了九年时间翻译旧约，再用六年时间翻译新约，于1968年正式出版。这是第一部翻自原文的公教圣经全译本。
香港思高圣经学会（方济各会雷永明神父主持）是这个公教圣经全译本的翻译和出版单位，所以通称「思高译本」或「思高本」。此外，思高圣经学会在台湾的台北市设有分支－“思高圣经学会出版社”，负责在台湾出版印行思高译本。
方济各会翻译《圣经》时，有使用专门收集圣经文献的图书馆。部分译者更亲自赴以色列实地考察。翻译时，除使用原文外，参考的考古文献则多以法、德两文记载和教会用的拉丁文。

### 其他譯本
在海外今天也有比如象“今天佳音译本”的现代中文译本，还有“圣经新译本”，但是到目前为止都还很难完全取代和合本。现在圣经中文公会在准备把「和合本」和「合译本」当中若干名词、用词、地名改为现代化的方式。